# Фір Болг
Фір Болг - в ірландській міфології третє з міфічних племен, що правили Ірландією. В легендарній ірландській історії ця раса не відіграє суттєвої ролі.

## Походження Фір Болг і їх прихід до Ірландії
Фір Болг є нащадками сина Немеда, Старна, який після вигнання повів свій народ в Грецію. Негостинні греки змусили біженців виконувати важкі роботи: ірландці тягали землю з родючих полів на скелі, щоб греки могли вирощувати там свої сади. Землю  тягали в мішках (по-ірландськи «болг»), звідки, мабуть, і відбувається ім'я цього племені: Фір Болг - дослівно «люди мішків». Втомившись від невільничого життя, люди Старне зробили собі човни зі своїх мішків і відпливли до Ірландії, куди прибули 1 серпня, в день Лугнаса. Разом з ними прибули Фір Домнан і Галейон, але всі три народи вважали себе однією расою, тому звуться загальною назвою Фір Болг.

## Ера Фір Болг
З приходом Фір Болг закінчилася «аграрна» ера Ірландії: нові поселенці не створювали нових рівнин і озер, як це робили два попередніх племені ірландців. Але саме ця раса почала політичне оформлення країни і поклала початок традиції священної королівської влади.
Найпомітнішим з правителів Фір Болг в легендарній історії був Еохайда Мак Ерк, який взяв в дружини Тайльтіу, дочку короля Країни Мертвих. Про Еохайда говорили, що «в його час не йшов дощ, тільки випадала роса, не було ні одного неврожайного року». Крім того, легендарна історія країни стверджує, що саме цей король заклав основи правосуддя в Ірландії. Саме «золота доба» Еохайда, мабуть, і стала часом народження впевненості в тому, що не тільки розквіт держави, а й врожайність землі залежать від хорошого короля.

## Погляд на міф про Фір Болг
Деякі дослідники вважають, що в міфі про Фір Болг відбилася історія про реальні вторгнення в Ірландію різних племен. В Галейон такі дослідники бачать галлів, Фір Домнан, на їхню думку, - думнони, а в Фір Болг вони бачать белгів.

## Поразка Фір Болг
Ера Фір Болг закінчилася після того, як до Ірландії прийшли Туата Де Дананн, Племена богині Дану. Корінні жителі не прийняли пропозицію нових переселенців про розподіл земель навпіл, почалася війна. В ході битви при Маг Туіред («Рівнина Веж») Фір Болг зазнали поразки, і влада над Ірландією перейшла новому племені.